# Становник таме
„Становник таме” (енгл. The Haunter of the Dark) је приповетка америчког писца Хауарда Филипса Лавкрафта, написана у новембру 1935. и објављивана у децембру 1936. у часопису Weird Tales. Ово је било Лавкрафтово последње написано дело и припада Ктулу митовима. Епиграф приче је друга строфа Лавкрафтове песме „Немезис” из 1917. године.
Прича је наставак приповетке „Гегавац са звезда” Роберта Блоха. Блох је написао трећу причу у низу, „Сенка са торња”, 1950. године.

## Радња
У Провиденсу, Роберт Блејк, млади писац који се занима за окултизам, постаје фасциниран великом напуштеном црквом на Федералном брду коју види из свог смештаја на источној страни града. Његово истраживање открива да црква има злокобну историју која укључује култ познат као Црква звездане мудрости и да се локални мигранти плаше да је прогања исконско зло.
Блејк улази у цркву и пење се на кулу, где открива скелет Едвина М. Лилибриџа, репортера који је нестао 1893. године. Он такође открива древни камени артефакт познат као „Светлећи трапезоедар” који може да призове страшно биће из дубина времена и простора. Трапезоедар лежи у металној кутији са поклопцем на шаркама; на кутији су урезани дизајни који представљају жива, али изразито туђинска створења. Цела се налази на врху стуба који је такође изрезбарен туђинским дизајном или ликовима. Блејково мешање ненамерно призива злонамерно насловно биће, и он бежи из цркве.
Биће може да изађе само у тами, па га зато ноћу градска светла ограничавају на кулу. Међутим, када струја у граду ослаби током грмљавине, мештани су уплашени звуцима који допиру из цркве и позивају своје католичке свештенике да воде молитве против демона. Блејк, свестан шта је пустио, такође се моли да се светло не нестане. Међутим, долази до прекида и биће лети према Блејковим одајама. Након тога, он је пронађен мртав, како гледа кроз прозор у цркву са изразом ужаса на лицу. Његове последње речи односе се на његово виђење бића које се приближава: „Видим га − долази − паклени ветар − титански плаво − црна крила − Јог-Сототе, спаси ме − горуће око са три капка...”

## Ликови

### Роберт Блејк
Роберт Харисон Блејк је измишљени писац хорора који се први пут појављује, неименован, у причи „Гегавац са звезда” Роберта Блоха из 1935. године. У Лавкрафтовом наставку, Блејк умире док истражује култ Звездане мудрости Иноха Боуена. Лавкрафт је моделирао Блејка по Блоху, али му је дао и карактеристике које дочаравају Кларка Ештона Смита и самог Лавкрафта.
Лавкрафт је у својим писмима са тадашњим младим писцем Робертом Блохом указивао да је лик Роберта Блејка био намерно прикривен гест којим је убио једног од својих пријатеља дописника. Године 1936. Блох је објавио причу која је наставила ову професионалну забаву, у којој Блејк заправо није умро, већ га је опседнуо Ниарлатотеп, и убија лика заснованог на Лавкрафту.
Блејкова смрт је почетна тачка за још један Блохов наставак, „Сенка са торња”. Блејкова фикција се помиње у причама „The Franklyn Paragraphs” Ремзија Кембела и „The Freshman” Филипа Хосеа Фармера.
Лавкрафтова приповетка наводи пет прича које је написао Роберт Блејк: „Онај што рије из дубине”; „Шагај”; „Степениште у гробници”; „У долини Пната” и „Ждерач са звезда” које су, како је Роберт М. Прајс истакао, пријатељске пародије прича које је написао Роберт Блох. Аутор Лин Картер је написао приче по ових пет наслова, које су пастиши Лавкрафта или Кларка Ештона Смита. Шагај се помиње у „Становнику таме” као планета удаљенија од Земље од Југота; ово може сугерисати да је Блејково писање приче са тим насловом предзнак његове менталне везе са 'Становником', за кога Блејк верује да је аватар Ниарлатотепа.
Брајан Ламли је позајмио наслов Онај што рије из дубине за свој први роман. Фриц Лајбер је такође користио овај наслов за причу која је постала „Онај што купа тунеле” и на крају „Ужас из дубина”. Роберт М. Прајс је такође искористио поменути наслов за причу смештену у митове Еибонове Кларка Ештона Смита.
Песма Лија Блекмора „The Conjuration” инспирисана је насловом „Ждерач са звезда”. Блекморова прича „Степениште у гробници” такође је инспирисана именом приче Роберта Блејка.

### Остали ликови
Едвин М. Лилибриџ
Лилибриџ је био радознали извештач Провиденс Телеграма (праве новине) који је први истражио Цркву звездане мудрости и нестао 1893. године. Блејк проналази његов скелет док истражује цркву на Федералном брду и проналази нотес на његовом телу. Такође проналази криптограм који узима да би га дешифровао и на крају закључује да је написан у Аклу. Овај криптограм пружа историју трапезоедра кроз векове; својеврсни паралелни текст „Историји Некрономикона”. Касније, Лилибриџов необично оштећен скелет нестаје из цркве; није пронађен ни када полиција оде да истражи извештаје о кретању у црквеном торњу.
Инох Боуен
У Лавкрафтовом „Становнику таме”, Инох Боуен је познати окултиста и археолог који је живео у Провиденсу. Године 1843. Боуен је стекао одређену дозу славе када је пронашао гробницу непознатог фараона Нефрен-Каа (референца на причу „Храм црног фараона” Роберта Блоха, објављену 1937). Годину дана касније, Боуен је мистериозно прекинуо своја археолошка ископавања и вратио се у Провиденс где је основао Цркву звездане мудрости. Умире око 1865. године.
Такође се појављује у „Сенци са торња”, наставку приче коју је написао Роберт Блох.
Емброуз Декстер
У „Становнику таме”, он се помиње само као „сујеверни доктор Декстер”, који је бацио Светлећи трапезоедар у „најдубљи канал залива Нарагансет” након смрти Роберта Блејка.
У „Сенци са торња”, Блоховом наставку, тама дна залива даје Ниарлатотепу моћ да запоседне др Декстера (коме је дато прво име Емброуз). Запоседнути др Декстер заузима позицију у тиму нуклеарних физичара који развија напредно нуклеарно оружје.
Нефрен-Ка
У „Становнику таме”, за Нефрен-Каа је речено да је „око њега [Светлећег трапезоедра] саградио храм са гробницом без прозора, што је учинило да се његово име не налази ни на једном споменику, нити се помиње у списима“. Светлећи трапезоедар је остао у рушевинама храма све док га није поново открио Инох Боуен 1843. године.

## Инспирација
Лавкрафт је написао ову причу као одговор на „Гегавца са звезда” Роберта Блоха, у којој Блох убија лика инспирисаног Лавкрафтом. Лавкрафт је узвратио услугу у овој причи, убивши Роберта Харисона Блејка (инспирисаног Блохом). Блох је касније написао трећу причу, „Сенка са торња”, да би креирао трилогију.
Неколико површинских детаља заплета преузето је директно из приче „Паук” Ханса Хајнца Еверса.
У Блејковим завршним белешкама, он се позива на „Родерика Ашера”, алузију на „Пад куће Ашера” Едгара Алана Поа, за коју је Лавкрафт у „Натприродном хорору у књижевности” описао да садржи „абнормално повезано тројство ентитета... брата, његову сестру близнакињу и њихову невероватно древну кућу, где сви деле једну душу и сусрећу се са једним заједничким распадом у истом тренутку”. Енциклопедија Х. Ф. Лавкрафта сугерише да је ово тумачење кључ за разумевање краја „Становника таме”: „Треба да верујемо да је ентитет у цркви – Становник таме, описан као аватар Ниарлатотепа – запоседнуо Блејков ум, али да га је, у тренутку када је то урадио, ударио гром, при чему је и Блејк умро.”

## Повезана дела
- Помиње се да је Светлећи трапезоедар оформљен на мрачном Југоту, који се помиње у новели Шаптач у тами.
- У причи се наводи да су Светлећи трапезоедар поштовала криноидна створења са Антарктика, наговештавајући везу са Древнима из новеле У планинама лудила.
- „Катакомбе Нефрен-Каа” се помињу као уточиште гулова у приповеци „Отпадник”.
- Гуштеролики људи Валузије су такође поседовали Светлећи трапезоедар у једном тренутку, што се позива на приче Роберта Е. Хауарда.
- На догађаје из ове приче се алудира у романима Илуминат! Трилогија, где су приказани као да су се заиста догодили, а да је Лавкрафтова прича инспирисана њима.
- Светлећи трапезоедар, заједно са неколико других аспеката „Становника таме” и лавкрафтовског хорора уопште, су централни у заплету књиге Становник прага Едварда Лија.
- Роман „Госпа од таме” Фрица Лајбера приказује писца хорора, свесног Лавкрафтове приче, који постаје фасциниран местом видљивим са његовог прозора у Сан Франциску и одлучује да га посети.

## Пријем
У расправи о Лавкрафтовом делу, Фриц Лајбер је описао „Становника таме” као „једну од његових бољих прича (и његову последњу)”. Историчар хорора Р. С. Хаџи уврстио је „Становника таме” на своју листу најстрашнијих хорор прича.